# 国鉄タサ2000形貨車 (初代)
国鉄タサ2000形貨車（こくてつタサ2000がたかしゃ）は、かつて鉄道省に在籍した私有貨車（タンク車）である。
本形式より改造され別形式となったタ1700形についても本項目で解説する。

## タサ2000形
タサ2000形は、濃硫酸専用の24t 積タンク車として1930年（昭和5年）2月1日に4両（タサ2002 - タサ2005）、同年2月17日に2両（タサ2000 - タサ2001）が日本車輌製造、雨宮製作所の2社にて製作された。
本形式の他に「濃硫酸」又は「濃硫酸及び発煙硫酸」を専用種別とする貨車は、タム400形（418両）、タキ300形（483両）、タキ4000形（351両）、タキ5750形（500両）、タキ46000形（71両）等実に21形式が存在した。
所有者は、大日本人造肥料（現・日産化学工業）でありその常備駅は飛越線（現・高山本線）の速星駅であった。
寸法関係は全長は7,600mm、8,400mm、換算両数は積車4.0、空車1.4であり、走り装置は一段リンク式の三軸車である。
1930年（昭和5年）6月6日に2両の専用種別が変更（濃硫酸→希硫酸）されタサ400形（タサ2004 - タサ2005→タサ409 - タサ410）に編入された。同年10月3日には3両の専用種別が変更（濃硫酸→アンモニア水）され形式は新形式であるタ1700形（タサ2000 - タサ2002→タ1700 - タ1702）とされた。最後まで在籍した1両も1931年（昭和6年）2月21日に専用種別変更化（濃硫酸→希硫酸）されタサ400形（タサ2003→タサ411）に編入され同時に形式消滅となった。

## タ1700形
タ1700形は、前述のようにアンモニア水専用の12t 積タンク車として1930年（昭和5年）10月3日に3両がタサ2000形より改造された。
本形式の他にアンモニア水を専用種別とする形式には、タ1450形（2両）、タ1530形（3両）、タ1650形（2両）、タ1800形（2両）、タム4700形（8両）、タキ250形（4両）、タキ21200形（4両）の7形式がありいずれも少数両数形式である。
落成時の所有者は、種車同様大日本人造肥料でありその常備駅は飛越線（現・高山本線）の速星駅であった。
1935年（昭和10年）10月22日に1両、1940年（昭和15年）5月10日に1両の専用種別が変更（濃硫酸→希硫酸）されタサ400形（タ1702 , タ1701→タサ412 , タサ413）に編入された。
1968年（昭和43年）9月30日に最後まで在籍した1両（タ1700）が廃車となり、同時に形式消滅となった。